# Qualificações para o Campeonato Europeu de Futebol de 2024 – Grupo G
O Grupo G das Qualificações para o Campeonato Europeu de Futebol de 2024 foi um dos dez grupos que decidiram os participantes do Campeonato Europeu de Futebol de 2024. As duas melhores seleções se classificaram.

## Classificação
|  | Equipes qualificadas para o Campeonato Europeu de Futebol de 2024 |
|  | Equipes classificadas para a repescagem                           |
|  | Equipes eliminadas                                                |

| Pos | Equipe     | Pts | J | V | E | D | GP | GC | SG | Classificado  |  | HUN | SRB | MNE | LTU | BUL |
| --- | ---------- | --- | - | - | - | - | -- | -- | -- | ------------- |  | --- | --- | --- | --- | --- |
| 1   | Hungria    | 18  | 8 | 5 | 3 | 0 | 16 | 7  | +9 | Eurocopa 2024 |  | —   | 2–1 | 3–1 | 2–0 | 3–0 |
| 2   | Sérvia     | 14  | 8 | 4 | 2 | 2 | 15 | 9  | +6 | Eurocopa 2024 |  | 1–2 | —   | 3–1 | 2–0 | 2–2 |
| 3   | Montenegro | 11  | 8 | 3 | 2 | 3 | 9  | 11 | −2 | Eliminado     |  | 0–0 | 0–2 | —   | 2–0 | 2–1 |
| 4   | Lituânia   | 6   | 8 | 1 | 3 | 4 | 8  | 14 | −6 | Eliminado     |  | 2–2 | 1–3 | 2–2 | —   | 1–1 |
| 5   | Bulgária   | 4   | 8 | 0 | 4 | 4 | 7  | 14 | −7 | Eliminado     |  | 2–2 | 1–1 | 0–1 | 0–2 | —   |

## Partidas
As partidas foram divulgadas pela UEFA em 10 de outubro de 2022. Para as partidas é utilizado o fuso horário UTC+1 e UTC+2.
| 24 de março de 2023 | Bulgária | 0 – 1     | Montenegro   | Huvepharma Arena, Razgrad                  |
| 18:00 (19:00 UTC+2) |          | Relatório | Krstović 70' | Público: 9 180 Árbitro: AZE Aliyar Aghayev |

| 24 de março de 2023 | Sérvia                   | 2 – 0     | Lituânia | Estádio Estrela Vermelha, Belgrado           |
| 20:45               | Tadić 16' · Vlahović 53' | Relatório |          | Público: 21 125 Árbitro: BEL Lawrence Visser |

| 27 de março de 2023 | Hungria                               | 3 – 0     | Bulgária | Puskás Aréna, Budapeste                       |
| 20:45               | Vécsei 7' · Szoboszlai 26' · Ádám 39' | Relatório |          | Público: 53 000 Árbitro: TUR Halil Umut Meler |

| 27 de março de 2023 | Montenegro | 0 – 2     | Sérvia              | Estádio Pod Goricom, Podgoritza            |
| 20:45               |            | Relatório | Vlahović 78', 90+6' | Público: 9 831 Árbitro: FRA Clément Turpin |

| 17 de junho de 2023 | Lituânia       | 1 – 1     | Bulgária   | Estádio Darius e Girėnas, Caunas                      |
| 15:00 (16:00 UTC+3) | Girdvainis 15' | Relatório | Petkov 27' | Público: 14 230 Árbitro: DEN Jakob Alexander Sundberg |

| 17 de junho de 2023 | Montenegro | 0 – 0     | Hungria | Estádio Pod Goricom, Podgoritza               |
| 18:00               |            | Relatório |         | Público: 6 761 Árbitro: ESP Jesús Gil Manzano |

| 20 de junho de 2023 | Bulgária     | 1 – 1     | Sérvia        | Huvepharma Arena, Razgrad                |
| 20:45 (21:45 UTC+3) | Despodov 47' | Relatório | Lazović 90+6' | Público: 6 700 Árbitro: ENG Craig Pawson |

| 20 de junho de 2023 | Hungria                | 2 – 0     | Lituânia | Puskás Aréna, Budapeste                    |
| 20:45               | Varga 32' · Sallai 83' | Relatório |          | Público: 58 274 Árbitro: POR António Nobre |

| 7 de setembro de 2023 | Lituânia                       | 2 – 2     | Montenegro               | Estádio Darius e Girėnas, Caunas               |
| 20:45 (21:45 UTC+3)   | Paulauskas 71' · Černych 90+4' | Relatório | Krstović 78' · Savić 89' | Público: 11 328 Árbitro: SWE Mohammed Al-Hakim |

| 7 de setembro de 2023 | Sérvia               | 1 – 2     | Hungria               | Estádio Estrela Vermelha, Belgrado                |
| 20:45                 | A. Szalai 10' (g.c.) | Relatório | Varga 34' · Orbán 36' | Público: 6 924 Árbitro: ESP Juan Martínez Munuera |

| 10 de setembro de 2023 | Montenegro                  | 2 – 1     | Bulgária    | Estádio Pod Goricom, Podgoritza         |
| 18:00                  | Savić 45+1' · Jovetić 90+6' | Relatório | Borukov 79' | Público: 4 232 Árbitro: GER Harm Osmers |

| 10 de setembro de 2023 | Lituânia       | 1 – 3     | Sérvia                 | Estádio Darius e Girėnas, Caunas             |
| 20:45 (21:45 UTC+3)    | Paulauskas 45' | Relatório | Mitrović 21', 32', 43' | Público: 8 586 Árbitro: GER Sascha Stegemann |

| 14 de outubro de 2023 | Bulgária | 0 – 2     | Lituânia        | Estádio Nacional Vasil Levski, Sófia          |
| 18:00                 |          | Relatório | Širvys 45', 55' | Público: 6 916 Árbitro: GEO Giorgi Kruashvili |

| 14 de outubro de 2023 | Hungria                | 2 – 1     | Sérvia       | Puskás Aréna, Budapeste                        |
| 20:45                 | Varga 20' · Sallai 34' | Relatório | Pavlović 33' | Público: 58 215 Árbitro: FRA François Letexier |

| 17 de outubro de 2023 | Lituânia                 | 2 – 2     | Hungria                          | Estádio Darius e Girėnas, Caunas         |
| 20:45 (21:45 UTC+3)   | Černych 20' · Širvys 36' | Relatório | Szoboszlai 67' (pen) · Varga 82' | Público: 5 349 Árbitro: ALB Juxhin Xhaja |

| 17 de outubro de 2023 | Sérvia                       | 3 – 1     | Montenegro  | Estádio Estrela Vermelha, Belgrado            |
| 20:45                 | Mitrović 9', 74' · Tadić 77' | Relatório | Jovetić 36' | Público: 25 884 Árbitro: POL Szymon Marciniak |

| 16 de novembro de 2023 | Bulgária                       | 2 – 2     | Hungria                        | Estádio Nacional Vasil Levski, Sófia       |
| 20:45 (21:45 UTC+2)    | Delev 24' · Despodov 78' (pen) | Relatório | Ádám 10' · Petkov 90+7' (g.c.) | Público: 230 Árbitro: POL Daniel Stefański |

| 16 de novembro de 2023 | Montenegro           | 2 – 0     | Lituânia | Estádio Pod Goricom, Podgoritza               |
| 20:45                  | Kuč 3' · Jovetić 48' | Relatório |          | Público: 3 647 Árbitro: POR Artur Soares Dias |

| 19 de novembro de 2023 | Hungria                          | 3 – 1     | Montenegro  | Puskás Aréna, Budapeste                     |
| 15:00                  | Szoboszlai 66', 68' · Nagy 90+3' | Relatório | Rubežić 36' | Público: 59 600 Árbitro: NED Danny Makkelie |

| 19 de novembro de 2023 | Sérvia                    | 2 – 2     | Bulgária                 | Estádio Dubočica, Leskovac                  |
| 15:00                  | Veljković 16' · Babić 82' | Relatório | Rusev 59' · Despodov 69' | Público: 7 325 Árbitro: BEL Erik Lambrechts |